# Plaza del Mamelón
La Plaza del Mamelón es una plaza situada en Jerez de la Frontera (Andalucía, España).
Es considerada una de las plazas más elegantes de la ciudad. Formada en grandes dimensiones, constituye un entorno agradable y descansado que sirve de conexión entre el centro histórico y comercial de la ciudad con una de las principales arterias principales de expansión y crecimiento de la ciudad en el siglo XX, la avenida Alcalde Álvaro Domecq.

## Historia
La plaza aparece como resultado de la demolición del Palacio de Salobral.
A comienzos del siglo XIX, la plaza era conocida como Alameda de Sevilla, pero la población siempre la conocía como Plaza del Mamelón, ya que según la RAE, mamelón es una colina baja en forma de pezón de teta 
Históricamente se ha interpretado que durante el periodo árabe, en ese lugar existiría un montículo desde donde se podía divisar Jerez, y que después de la Reconquista fue allanado y añadido al Llano de San Sebastián, si bien permaneció el nombre popular.
Tras las transformaciones ocurridas en la Alameda Cristina y en la Plaza de Aladro, en 1893 la plaza se urbaniza y embellece, y se convierte en un bonito paseo.
En 1952 se le añade el monumento a San Juan Bautista de la Salle.
En 1987, ya en periodo de democracia, la plaza experimentó la última gran remodelación, con la creación del lago y nuevo mobiliario urbano. Con un presupuesto de 60 millones de pesetas, el arquitecto que diseñó la plaza fue Juan Ramón Díaz Pinto.
En 2019 se arregla la fuente.

## Composición
La plaza de Mamelón integra varios enclaves, al ser una plaza de gran superficie.
La mayor parte está constituida por un gran lago central, flanqueado por el paseo de las columnas y zonas verdes. Estas zonas verdes, junto con los jardines, salpican toda la plaza, aportando sombra fresca.
En su lado más alejado del centro, se encuentra la escultura a San Juan Bautista de La Salle, obra creada en 1952 por obra de los arquitectos Fernando de la Cuadra y Manuel Jesús Domecq, si bien la imagen actual en bronce es de Nuria Guerra Castellano.
Más recientemente, en 2002 y con motivos de los Juegos Mundiales Ecuestres celebrados en la ciudad, se añade el conjunto escultórico Gran Break a la calesera, obra del escultor Eduardo Soriano en el área de la plaza más próxima a la Alameda Cristina.

## Galería

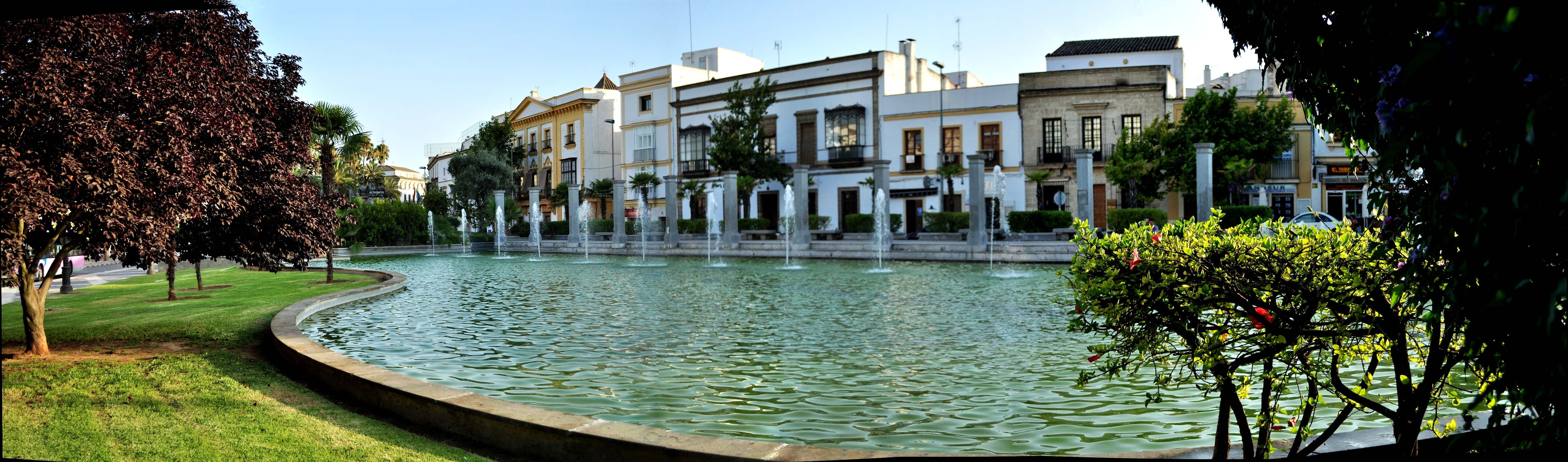
Casas en el Mamelón
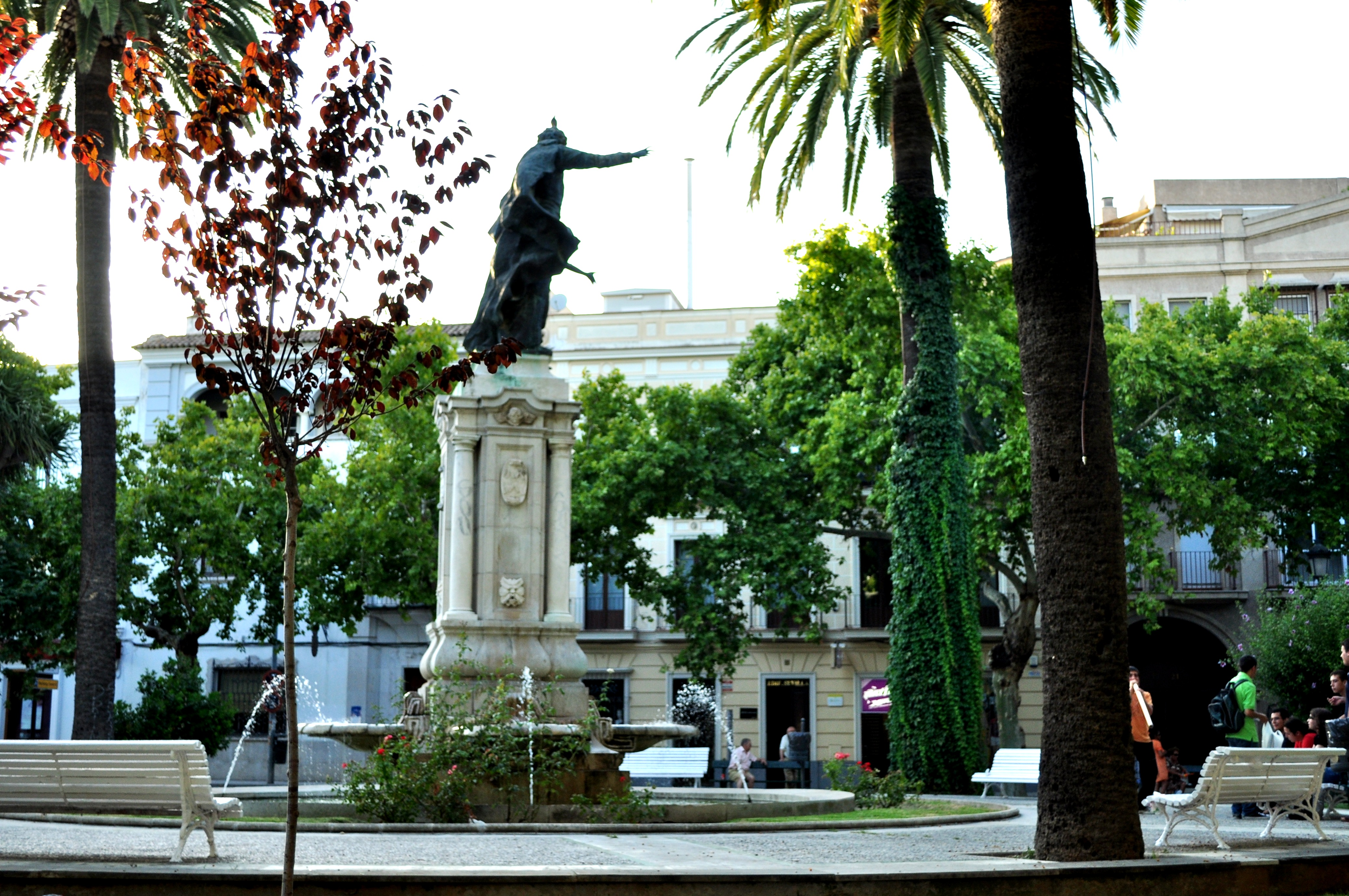
Monumento a San Juan Bautista
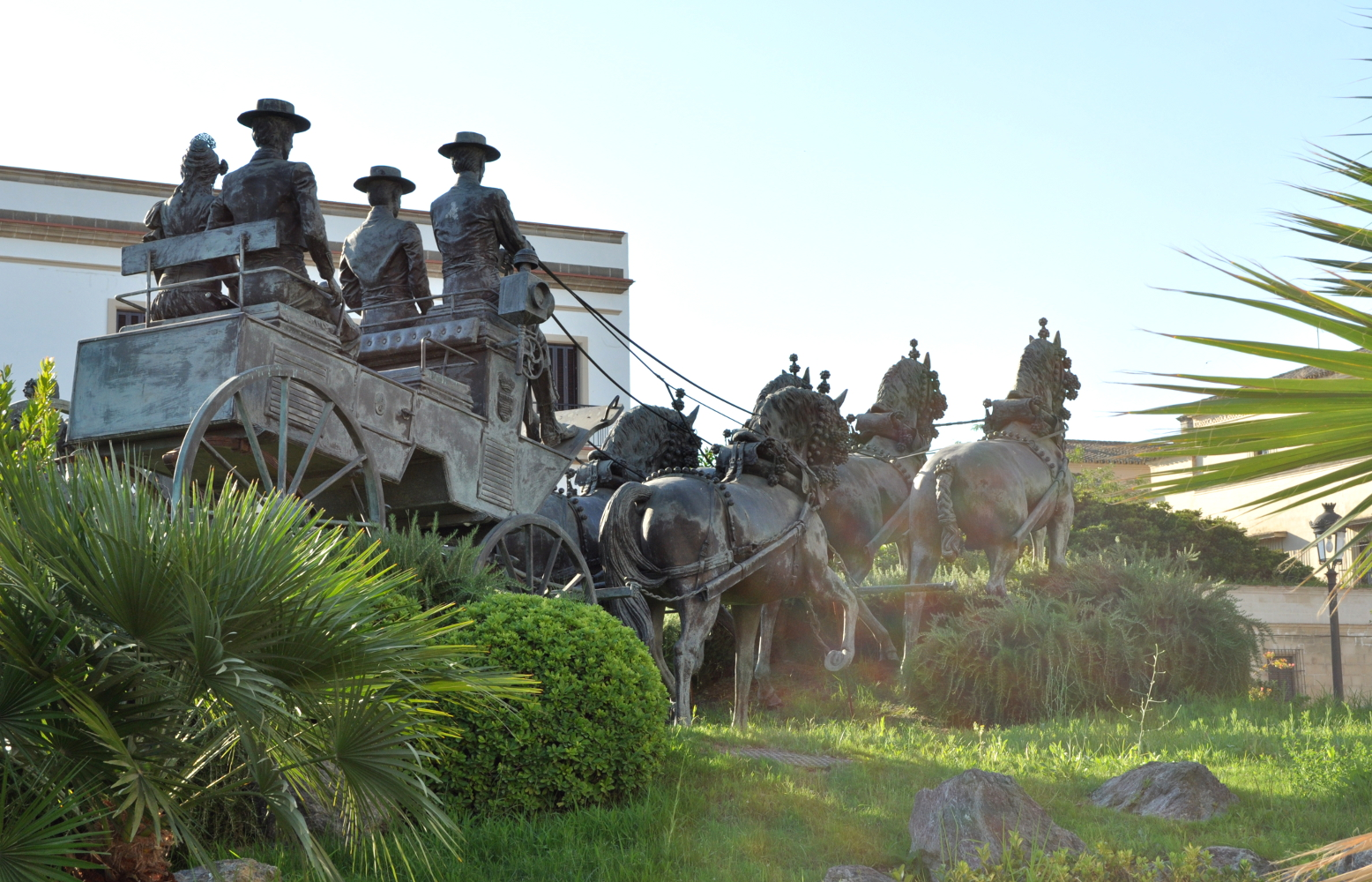
Carro "Gran Break" a la Calesera